# وکسینویل
وکسینویل (به فرانسوی: Vaxainville) یک کامین در فرانسه است که در Canton of Baccarat واقع شده‌است.

## خصوصیات
وکسینویل ۳٫۵۹ کیلومترمربع مساحت و ۷۶ نفر جمعیت دارد و ۲۶۰ متر بالاتر از سطح دریا واقع شده‌است.